# Groß Gievitz
Groß Gievitz ist ein Ortsteil der Gemeinde Peenehagen im Landkreis Mecklenburgische Seenplatte in Mecklenburg-Vorpommern. Bis Jahresende 2011 war es eine eigenständige Gemeinde mit den Ortsteilen Carlsruh, Klein Gievitz, Minenhof und Sorgenlos.

## Geografie
Groß Gievitz in der Mecklenburgischen Seenplatte liegt am Austritt der Ostpeene aus dem Torgelower See. Die Stadt Waren (Müritz) ist neun Kilometer entfernt. Das leicht hügelige Gebiet um Groß Gievitz erreicht maximal ca. 65 m ü. NN.

## Geschichte
Groß Gievitz ist vermutlich eine im 13. Jahrhundert erfolgte Gründung westfälischer Bauern und Ritter im zuvor slawisch besiedelten Land Schlön. Der Ortsname leitet sich vom altslawischen Wort gvoru (Wasserblase) ab und bedeutet vermutlich Seedorf, wobei Groß Gievitz wohl die jüngere deutsche Siedlung und der Ortsteil Klein Gievitz die ältere, ursprünglich slawische Siedlung ist. Die Kirche geht auf die Zeit der deutschen Besiedlung im 13. Jahrhundert zurück.
Der Ort wurde erstmals 1316 in einem Landesteilungsvertrag der Fürsten Johann II. und Henning von Werle erwähnt. Der Besitz am Ort war auf verschiedene Adelsgeschlechter verteilt, darunter die Voß, deren älteste erhaltene Gievitzer Lehnsurkunde aus dem Jahr 1332 stammt, die aber möglicherweise schon seit der deutschen Besiedlung des Ortes dort begütert waren. Weiteren Besitz am Ort hatten die Hahn und die Flotow. Im 16. Jahrhundert kam der gesamte Besitz an die Herren Flotow auf Stuer und die Hahn auf Basedow, allerdings erlangten im 17. Jahrhundert die Voß den alleinigen Besitz der Gievitzer Güter.
Nachdem der Ort im Dreißigjährigen Krieg verwüstet worden war, erfolgte insbesondere unter Ernst Christoph von Voß (1655–1720) der Wiederaufbau des Guts. Sein Neffe und Erbe Friedrich Ernst von Voß (1700–1738) starb jung und hinterließ zwei minderjährige Söhne, von denen Johann Ernst von Voß (1726–1793) die Güter in Gievitz, Schönau und Rumpshagen erhielt. Da er Regierungspräsident in Magdeburg und ab 1763 Hofmarschall der preußischen Königin war, hielt er sich nur im Spätsommer und Herbst, zuletzt nur noch wochenweise mit seiner Gemahlin Sophie Marie von Pannewitz in Gievitz auf. 1796 empfing Letztere, inzwischen selbst zur Oberhofmeisterin aufgestiegen, in Gievitz den Besuch der preußischen Königin Luise und ihres Gemahls, König Friedrich Wilhelm III.
Die heute erhaltenen ältesten Häuser des Ortes stammen aus der Zeit um 1750. Um 1800 wurde der Ort als schmutziges Dorf mit etwa 30 lehmgedeckten Katen beschrieben. Nach einem Brand 1820 wurde unter Felix Graf von Voß (1801–1881) viel Baubestand im Ort erneuert. Groß Gievitz erlangte Bedeutung als Handwerkerdorf und besaß bis 1848 die Marktgerechtigkeit. Graf Voß war später Landrat des Herzogtums Schwerin und mehrfach mit Familie am Hofe des Großherzogs eingeladen.
Der letzte Graf Voß-Groß Gievitz, Felix von Voß (1856–1931), verkaufte das Gut 1929 an einen Rittmeister Kothe, der es jedoch aufgrund von wirtschaftlichen Problemen 1935 an die Nordsiedlung GmbH in Berlin weiterveräußerte. Die Nordsiedlung veranlasste daraufhin die Aufsiedlung des Ortes mit Siedlern aus Schleswig-Holstein, wofür auch vier neue Hofsiedlungen außerhalb des Ortes entstanden. Die meisten Siedler kehrten nach 1945 in ihre alte Heimat nach Westdeutschland zurück. Die Hofstellen wurden im Zuge der Bodenreform weiter parzelliert und an Neusiedler vergeben, die als Heimatvertriebene aus Ost- und Westpreußen, Pommern und dem Sudetenland nach Mecklenburg gelangt waren.
Am 1. Juli 1950 wurde die bis dahin eigenständige Gemeinde Sorgenlos eingegliedert. Am 1. Januar 2012 schlossen sich die Gemeinden Groß Gievitz, Hinrichshagen und Lansen-Schönau zur neuen Gemeinde Peenehagen zusammen.

## Politik

### Wappen

Flagge der Gemeinde Groß Gievitz

| Wappen von Groß Gievitz | Blasonierung: „Unter goldenem Wellenschildhaupt, darin ein laufender roter Fuchs, in Blau eine ausgerissene, fünfblättrige goldene Eiche mit vier goldenen Früchten.“ |
| Wappen von Groß Gievitz | Das Wappen wurde unter der Nr. 308 der Wappenrolle von Mecklenburg-Vorpommern registriert.                                                                            |

### Flagge
Die Flagge von Groß Gievitz ist gleichmäßig längsgestreift von Blau und Gold (Gelb). In der Mitte des Flaggentuchs liegt, auf jeweils zwei Drittel der Höhe des blauen und goldenen (gelben) Streifens übergreifend, das Gemeindewappen. Die Höhe des Flaggentuchs verhält sich zur Länge wie 3:5.

## Sehenswürdigkeiten
- Die Dorfkirche Groß Gievitz ist eine Feldsteinkirche aus dem 13. Jahrhundert. Sie besteht aus einem rechteckigen Schiff mit zwei Jochen und einem quadratischen Westturm. Die Kirche weist Wandmalereien aus der Zeit um 1300 auf, außerdem schmuckvolle Ausstattung wie Altaraufsatz, Emporenbrüstung, Kanzel und Patronatsloge aus dem 18. Jahrhundert.
- Der in einem Park gelegene Gutshof stammt aus dem 18. Jahrhundert. Vom ursprünglichen Gebäudebestand, in dessen Herrenhaus einst auch die Überreste eines runden mittelalterlichen Feldsteinturms aufgegangen sind, ist jedoch nur der Marstall erhalten. Das heutige Herrenhaus ist jüngeren Datums.
- Die neogotische Grabkapelle der Grafen von Voß auf dem Friedhof von Groß Gievitz wurde 1827–1831 nach einer Zeichnung von Karl Friedrich Schinkel erbaut. Die Kapelle befindet sich seit 1951 im Besitz der Kirchengemeinde und dient seitdem als Friedhofskapelle.
- Neogotische Kapelle (um 1900) und ehemaliges Gutshaus (Mitte 19. Jahrhundert) im Ortsteil Schwastorf
- Fuchseiche nördlich der Ortschaft mit einem Brusthöhenumfang von 8,70 m (2016).[5]

Sehenswürdigkeiten
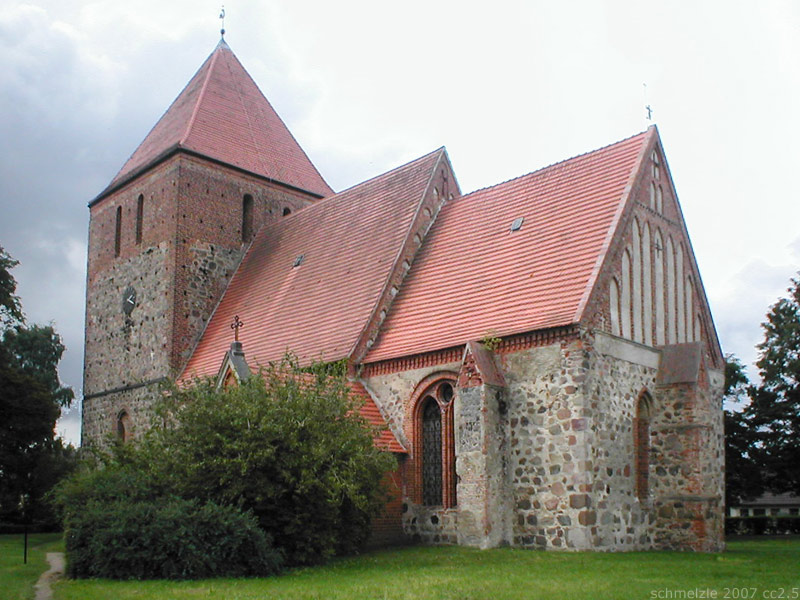
Feldsteinkirche in Groß Gievitz
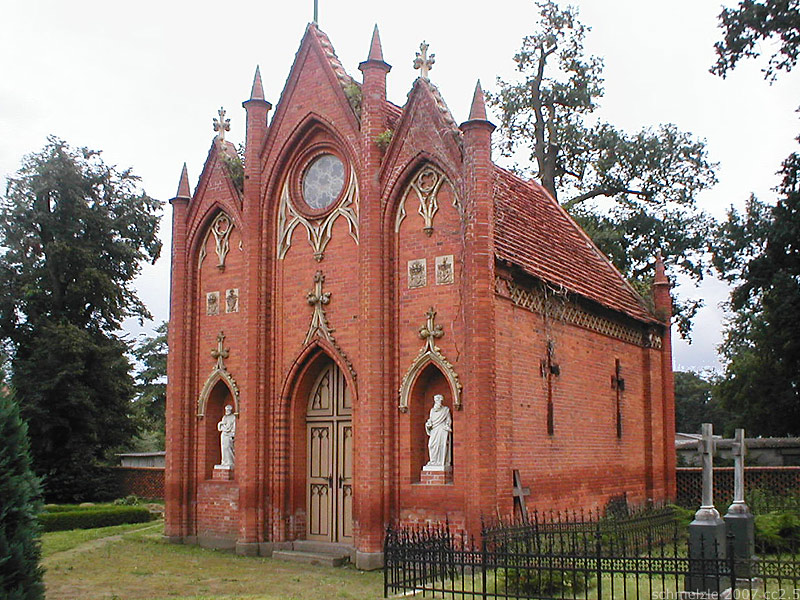
Grabkapelle der Grafen von Voß
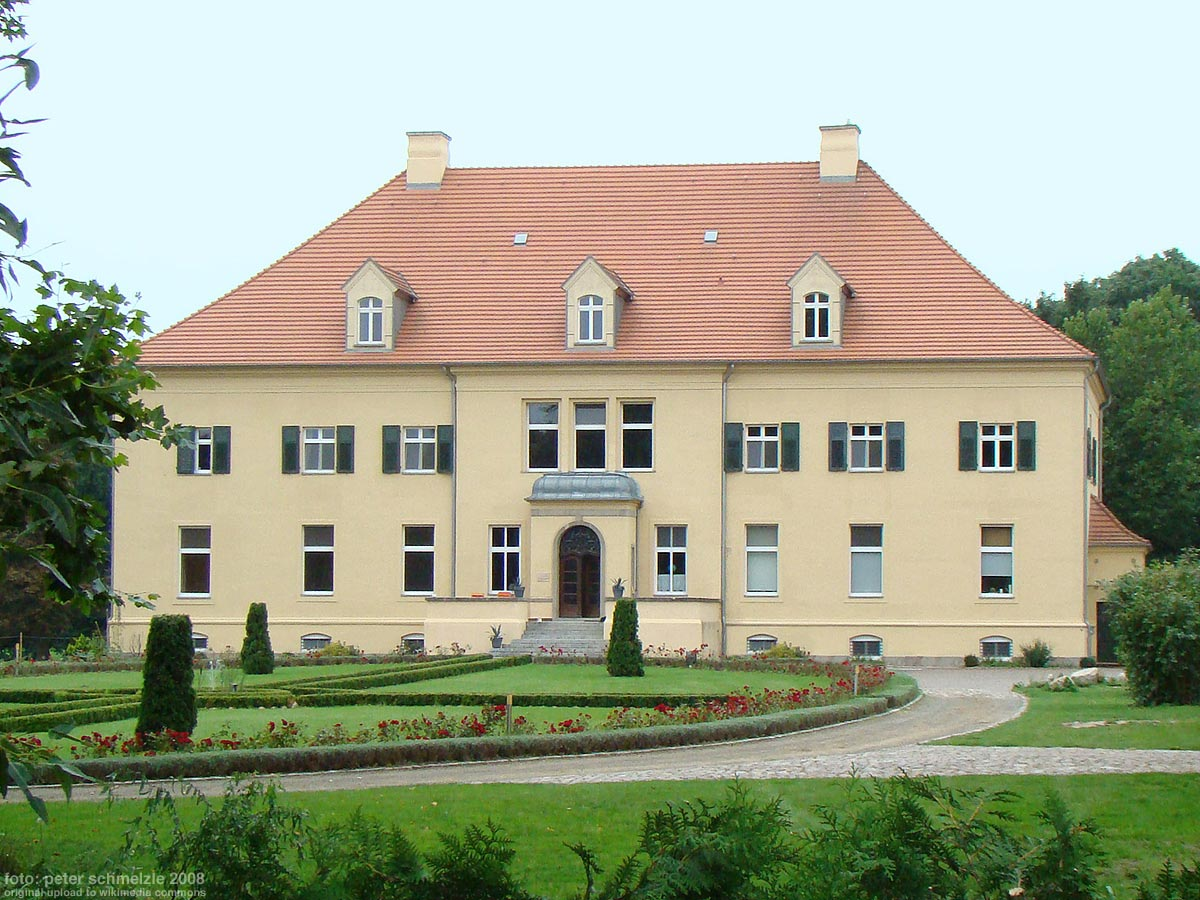
Gutshaus Groß Gievitz

## Infrastruktur
Von Groß Gievitz aus führen Straßenverbindungen nach Waren (Müritz) sowie zur Bundesstraße 194 (Waren – Stavenhagen). Der nächste Bahnhof befindet sich in Waren (Fernbahnstrecke Berlin – Rostock).
Groß Gievitz ist Grundschul-Standort, daneben gibt es eine Kindertagesstätte. Neben der Landwirtschaft spielt der sanfte Tourismus eine immer größere Rolle – es entstanden nahe dem ca. 2 km² großen Torgelower See mehrere Ferienwohnungen. Von 2007 bis Ende 2016 gab es im Dorf eine Brauerei mit dem Namen Eick Bräu – Gievitzer Braumanufaktur, deren Biere auch außerhalb der Region im Bierfachhandel erhältlich waren.
Das Dorfleben wird von der Freiwilligen Feuerwehr und fünf Vereinen geprägt. Sie sind Träger des traditionellen Parkfestes und der jährlich stattfindenden Reiterspiele.

## Persönlichkeiten
- Ulrich Becker (* 26. Juni 1791; † 6. Oktober 1843 in Domhof Ratzeburg), Gymnasialrektor
- Winfried Bollmann (* 1953 in Groß Gievitz), Organist, Heimatkundler in Thüringen DNB 1048290247 Deutsche Digitale Bibliothek

## Belege
1. ↑  Mecklenburgische Genossenschaft des Johanniterordens (Hrsg.): Mecklenburgische Genossenschaft des Johanniterordens 1861-2011. Druckerei- und Verlagsgesellschaft Rudolf Otto mbH, Berlin 2011, S. 257.
2. ↑  René Wiese, Kathleen Jandausch (Hrsg.): Schwestern im Geiste. Briefwechsel zwischen Großherzogin Alexandrine von Mecklenburg-Schwerin und Königin Elisabeth von Preußen. In: Quellen und Studien aus den Landesarchiven Mecklenburg-Vorpommerns. Bände 23/24; Böhlau, Köln 2024, ISBN 978-3-412-53176-8, S. 571, Anm. 36.
3. ↑  Gothaisches Genealogisches Taschenbuch der Gräflichen Häuser. Zugleich Adelsmatrikel der D.A.G. Teil A (Uradel). 1942. 115 Jg., Justus Perthes, Gotha 1941, S. 606.
4. ↑  Gemeinde Peenehagen, Hrsg. StBA (Statistisches Bundesamt) Wiesbaden.
5. ↑  Eintrag im Verzeichnis Monumentaler Eichen. Abgerufen am 10. Januar 2017.
6. ↑  Brauerei Groß Gievitz